# 역사 (폴리비오스)

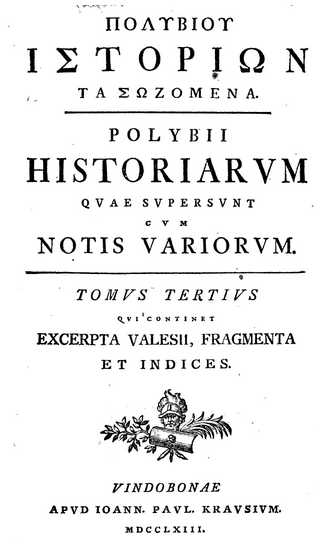

《역사》(Ἰστορίαι, Historiai)는 기원전 2세기 경 고대 그리스의 역사가 폴리비오스가 쓴 책이다. 정체순환론과 혼합정체론으로 유명하다. 오늘날 미국의 건국은 폴리비오스의 사상이 반영된 몽테스키외의 법의 정신의 직접적 영향을 받았다.

## 혼합정체론
폴리비오스는 로마 공화정을 혼합정체로 보았다. 콘술(집정관, 대통령)이 최고의 명령권과 지휘권을 가지는 것은 왕정의 요소이며, 세나투스(원로원, 상원)의 존재는 귀족정의 요소이며, 민회(하원)는 민주정의 요소이다. 이 세가지 기구에 의해 권력분립을 이루어, 상호 견제를 통해 균형을 이루는데 이를 혼합정체라고 하며, 이러면 정체순환이 멈추며, "최고의 정치 체제"라며 찬양했다.

## 같이 보기
- 정체순환론
- 혼합정체론